# 淡水區
淡水區，舊稱「滬尾」，後稱「淡水」，得名自淡水河，前身「淡水鎮」，位於臺灣新北市西北部，淡水河下游北岸，北與東北鄰三芝區，西北濱臺灣海峽，西南隔淡水河與八里區為界，東南鄰臺北市北投區。在歷史上曾為西班牙登陸臺灣，並在臺灣北部建立海上貿易中繼基地的起點。
早期淡水區因港口而發展興盛，市街區一帶設有許多具有歷史文化意義之廟宇。清末淡水商港開港後，成為臺灣的重要國際港口，吸引大量外籍商行、傳教士進入淡水區開發，並且設有不少西洋建築，形成特殊異國風情的文化景觀。日治時期後因自來水設施的建置，淡水線的開通及各項公共建設的推動，呈現異於以往的現代化景觀。而在1990年代以後，隨著淡海新市鎮的開發，各項交通建設逐步推動，使其成為臺北都會區外圍的新興人口成長地區。

## 名稱

### 滬尾與淡水
「淡水」和「雞籠」曾為整北台灣的泛稱，前指淡水河流域和河口一帶地區。西班牙統治時期，將淡水河流域之地理區稱為淡水省區（Tamchui）。清治時期，1723年，設台灣府淡水海防廳，由彰化縣管理行政事務，並置淡水捕盜同知兼北路防務；1731年，分設淡水廳，開啟了行政區劃的始端。因天津條約，於滬尾開港設海關，開放對外貿易之後，人口逐漸往淡水河河岸的艋舺、大稻埕、滬尾等開埠、集市與居住。其中「滬尾」是在淡水河口東北側河岸的聚落名，也就是今日淡水的重要市街之一。
「滬尾」之名可能為凱達格蘭語轉譯而來，《臺灣附澎湖群島圖》（1723年-1728年）有「扈尾社」，語源為「Hoba」，是河口的意思。《臺海使槎錄》（1722年-1736年）中稱「虎尾」，《重修福建臺灣府志》（1741年）中稱「滬尾」（滬尾莊），淡水福佑宮「望高樓碑誌」（1796年）中稱「戶尾」。
自清治末期至日治初期，「淡水」與「滬尾」並用，都指稱淡水河河口及五虎崗一帶地區。於1909年，臺北廳滬尾支廳淡水區設立滬尾公學校、滬尾尋常高等小學校、滬尾區、滬尾街，以及以「淡水」為名的淡水稅關、淡水郵便局。1912年1月22日，臺北廳廳長井村大吉呈報總督府，希望解決此種名稱混亂的局面，改而統一使用「淡水」之名。經總督府批准後，於1912年9月21日正式將滬尾街改稱「淡水街」（府令第22號），滬尾支廳與滬尾區改稱「淡水支廳」與「淡水區」（告示第24號）、滬尾公學校改名「淡水公學校」（指令第521號）、以及滬尾尋常高等小學校改名「淡水尋常高等小學校」（告示第25號）。

### 外語譯名
「淡水」的羅馬字母拼寫譯作Tamsui，公開出版品可追溯至於1858年出版由英國律師和歷史學家George Wingrove Cooke寫的書「中國：1857-58年在中國身為泰晤士報特派記者」（China: Being "The Times" Special Correspondence from China in the Years 1857-58），和同於1858年出版的英文刊物「上海文理學會會刊 第一刊」（Journal of the Shanghai Literary and Scientific Society v. 1）。民間和官府部門隨之。在2003年地名譯寫原則頒布後，改採通用拼音譯作Danshuei，2009年依照漢語拼音再更改為Danshui，但上述兩次更改改變了長久使用的譯名，而被認為有違「名從主人」的譯名慣例。
新北市政府則用有百年歷史的Tamsui，且於2011年5月24日函報教育部及內政部，以此做為淡水唯一的英文譯名。在新北市交通局建議之下，臺北捷運公司從2011年7月起，將淡水英譯更名為「Tamsui」。稍後經內政部於同年6月16日核定，淡水區（Tamsui）與彰化縣鹿港鎮（Lukang）為全國首二例恢復歷史慣用譯名的鄉鎮市區級地名。

## 歷史

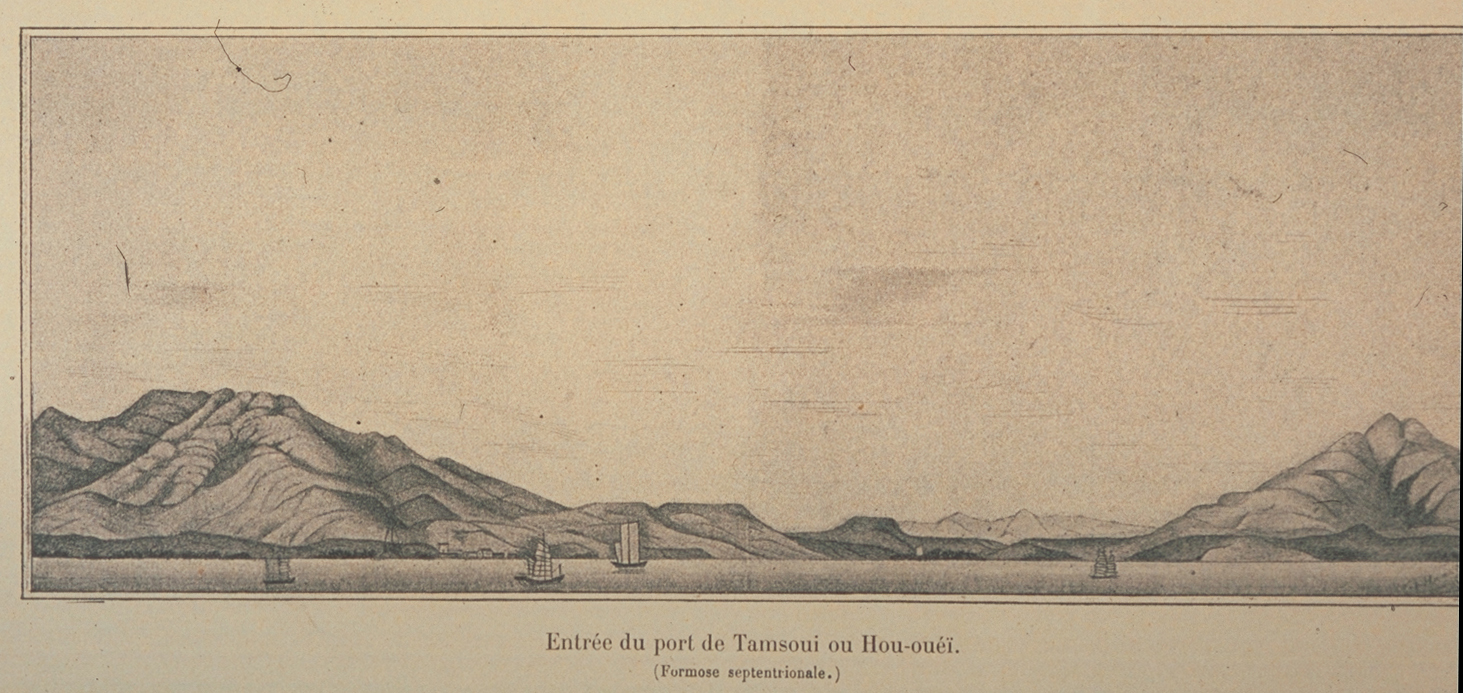
《進入淡水港（Entrée du port de Tamsoui ou Hou-ouéï）》/ 素描/ Imbault-Huart/ 1893年

淡水河口一帶之海岸是東南亞海路的中途站，大屯山又是極好的航途指標，因此自古來淡水山坡、丘陵及河岸一直有人類居住與活動。此地早期人類以部落形式過著漁獵、放耕的生活。據文獻記載及考古研究，此原住民族為凱達格蘭族，經常與來自東南亞、東亞、日本群島及琉球群島等停泊的船隻，在淡水河河岸邊進行以物易物的活動。
西元16世紀起，西方的海權強國開始逐鹿亞洲。臺灣優越的地理位置，更是引起他們的注意。西班牙人為了確保菲律賓的經營，並為了和荷、英、葡對抗，最先佔領雞籠基隆，並在1628年建造「聖多明哥城」（San Domingo）。1642年，大員的荷蘭人北上，驅逐西班牙人並重新築城，名為安東尼堡（Fort Antonio，今紅毛城）。除了凱達格蘭族貨物交易，也招聚漢人來此拓墾，並致力於硫磺、鹿皮及土產的運銷，更利用淡水做為港口碼頭，和來自東南亞、東亞及日本群島的商人進行貿易。
1661年，鄭成功渡海入大員，驅逐熱蘭遮城的荷蘭人，建立東寧國。此時「滬尾」已漸漸由小漁村，轉變成繁榮的街庄，及較具規模的貿易通商港口。

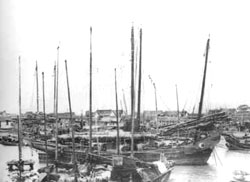
從淡水英國領事館遠眺港口，確實日期不詳，大約是19世紀末期

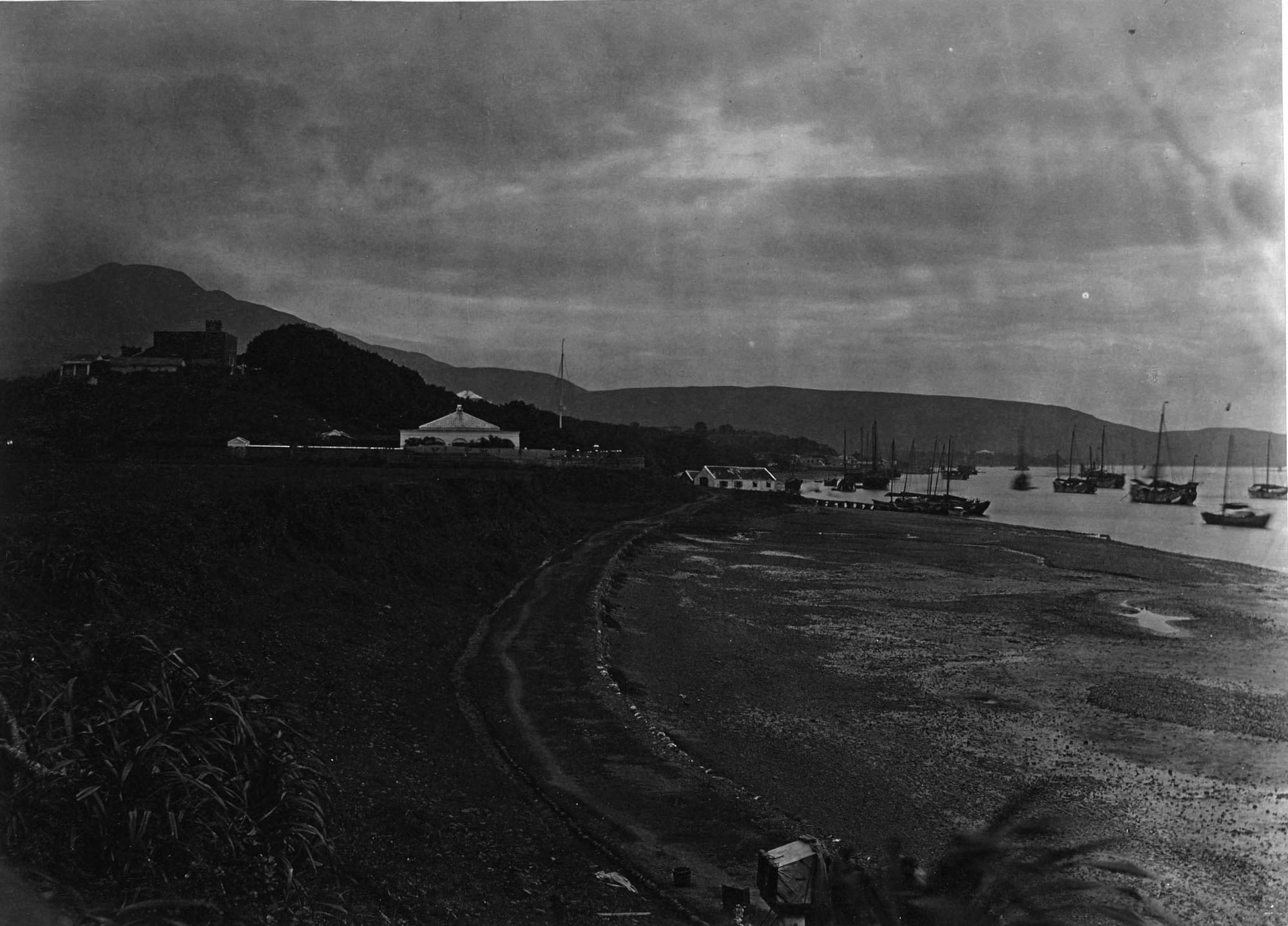
英國領事館和周邊，1860年至1880年間拍攝

於西元1858年天津條約簽訂後，淡水正式開港。所有外國船隻來臺灣後只能限定到通商口岸進行貿易，在其他口岸交易者一律視為走私。1862年，淡水正式開始徵收關稅。1863年，英國為了避免原本已經在雞籠(今基隆)活動的商船被視為走私，便要求另開雞籠為淡水的外口，清朝政府也認為在雞籠增設海關有助於稅收，從此以後，淡水和雞籠便成為外國商人雲集之地。茶、樟腦、硫磺、煤、染料等輸出和鴉片、日常用品的進口，不但使淡水成為全臺灣最大的貿易港，也讓淡水躍升國際舞台。不僅英國人在聖多明哥城附近設立領事館辦事，各國洋行也都到淡水街設行貿易，因此進入黃金時代。淡水不但在貿易上獨佔鰲頭，也成為西方文化的登陸臺灣的門戶。
日治初期，淡水仍為台灣北部重要的貿易港，但隨著淡水河河道日漸淤積、大型船舶出入不便，總督府遂開始積極建設基隆港，漸漸取代淡水的地位。不過淡水線的開通、近代化的都市計劃，讓淡水成為當時數一數二進步的城鎮。
戰後，台灣北部的貿易幾乎全部都轉移到基隆港，導致淡水的貿易蕭條，對淡水的商業發展造成不小的影響。但工業發展穩定，公路、鐵路設施完善，讓淡水在1950~1960年代得以繼續穩定發展，也讓越來越多人移入淡水，至1990年代，淡水人口已超過10萬人。但人口快速成長，導致淡水人口密度過高，交通壅擠、居住品質下降、環境惡化、公共設施不足的問題越來越明顯。為解決此問題，同時均衡區域發展，樹立都市發展典範，內政部營建署於1992年開始淡海新市鎮的開發，並規劃淡海輕軌為淡海新市鎮的對外鐵道。
| 起訖年份     | 行政區                                   |
| 1723～1731年 | 臺灣府淡水海防廳                         |
| 1731～？年   | 臺灣府淡水廳淡水堡                       |
| ？～1876年   | 臺灣府淡水廳芝八堡                       |
| 1876～1895年 | 臺北府淡水縣芝蘭三堡                     |
| 1895～1897年 | 臺北縣淡水支廳                           |
| 1897～1901年 | 臺北縣滬尾辨務署                         |
| 1901～1906年 | 臺北廳滬尾支廳第24～28區                 |
| 1906～1909年 | 臺北廳滬尾支廳滬尾區、興化店區、水梘頭區 |
| 1909～1920年 | 臺北廳淡水支廳淡水區、興化店區、水梘頭區 |
| 1920～1945年 | 臺北州淡水郡淡水街                       |
| 1945～1950年 | 臺北縣淡水區淡水鎮                       |
| 1950～2010年 | 臺北縣淡水鎮                             |
| 2010年至今   | 新北市淡水區                             |

## 地理

### 地形
淡水區位於新北市西北端，淡水河北岸，北毗三芝區，西北臨臺灣海峽，西南隔淡水河與八里區相望，東南接臺北市北投區:122。
淡水區境內，地勢傾斜較緩，有50公尺及100~150公尺之海濱階地及丘陵。山峰有大屯山西峰（海拔985公尺）、面天山（海拔977公尺）、二子山（東、西峰，海拔895、881公尺）、小坪頂山（海拔386公尺）、樹林口（興華坑山，海拔294公尺）、東小坪頂山（海拔258公尺）、虎頭山（海拔137公尺）、崙頂（海拔136公尺）、淡水庄仔內（海拔133公尺）、番社角山（海拔112公尺）、下圭柔山（海拔87公尺）、淡海（海拔36公尺）、後洲子山（興化店，海拔23公尺）等。
淡水5虎崗，也稱「五條崙」，為大屯山火山噴發熔岩，逕流至虎頭山分成鳥啾埔、砲台埔（埔頂）、崎仔頂、大田寮、鼻頭崙等丘陵，是淡水街重要的人文薈萃發展之地區。

### 水文
淡水區境內，有源自大屯火山群之諸溪流，河川有樹梅坑溪、高厝溪、八勢溪、竿蓁林溪、黃高溪、鼻頭溪、淡水溪及米粉寮溪等溪流向南注入淡水河；而公司田溪、圭柔山溪、興化店溪、洲子溪、灰磘溪及大屯溪等溪流向西直接注入臺灣海峽。
其中以大屯溪（長度14.50公里，流域面積15.68平方公里），幹流長度為最長。公司田溪（林子溪,長度13.50公里，流域面積24.32平方公里），流域面積為最廣。
淡水河為北臺灣最大河川，幹流長度158.70公里，為全台第3長河；流域面積2,726.00平方公里，亦排名全臺第3。

### 氣候
淡水區地處臺灣北端，氣候變化受季風的影響甚大。1月至3月，天氣陰多晴少，至4月起，天氣逐漸暖和，5月氣溫逐漸上升，夏季受東南季風的影響，多有午後雷陣雨，8月多為晴天，且為最容易受颱風影響的月份，9月至10月氣溫逐漸下降，至11月、12月時東北季風強勁:135－136。根據1981年至2010年淡水氣候站的氣候資料顯示，淡水區的年平均溫度約為攝氏22.2度，月均溫最高為7月的28.8度，最低為1月的15.2度:136－137。年平均降雨量約為2,155.4毫米，各月雨量最多為9月的299.1毫米，最少為12月的97.6毫米:136。

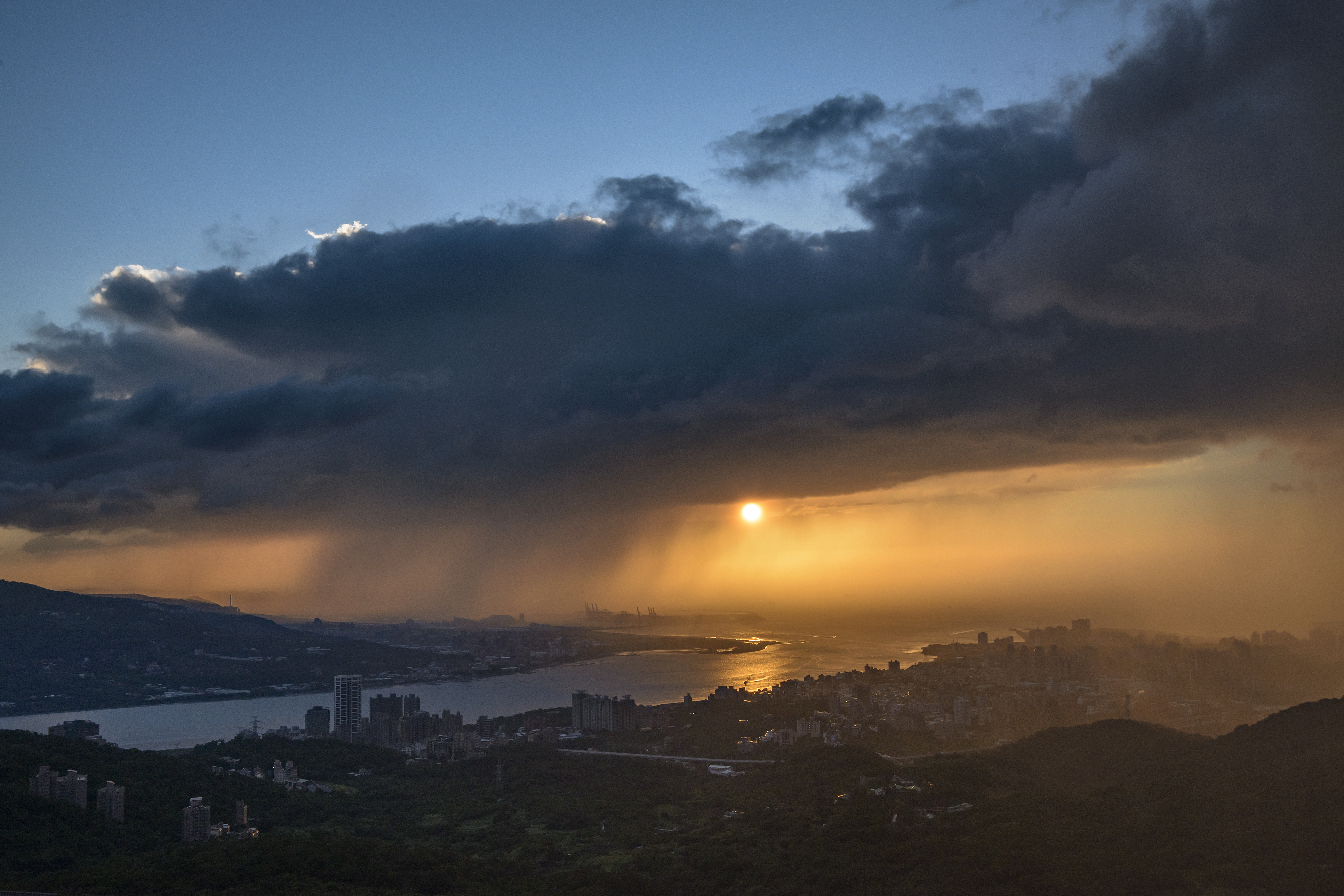
俯瞰雨過天晴的淡水河口夕照

| 淡水（平均數據1991～2020年，極端數據1942～2021年更新中） | 淡水（平均數據1991～2020年，極端數據1942～2021年更新中） | 淡水（平均數據1991～2020年，極端數據1942～2021年更新中） | 淡水（平均數據1991～2020年，極端數據1942～2021年更新中） | 淡水（平均數據1991～2020年，極端數據1942～2021年更新中） | 淡水（平均數據1991～2020年，極端數據1942～2021年更新中） | 淡水（平均數據1991～2020年，極端數據1942～2021年更新中） | 淡水（平均數據1991～2020年，極端數據1942～2021年更新中） | 淡水（平均數據1991～2020年，極端數據1942～2021年更新中） | 淡水（平均數據1991～2020年，極端數據1942～2021年更新中） | 淡水（平均數據1991～2020年，極端數據1942～2021年更新中） | 淡水（平均數據1991～2020年，極端數據1942～2021年更新中） | 淡水（平均數據1991～2020年，極端數據1942～2021年更新中） | 淡水（平均數據1991～2020年，極端數據1942～2021年更新中） |
| 月份                                                     | 1月                                                      | 2月                                                      | 3月                                                      | 4月                                                      | 5月                                                      | 6月                                                      | 7月                                                      | 8月                                                      | 9月                                                      | 10月                                                     | 11月                                                     | 12月                                                     | 全年                                                     |
| -------------------------------------------------------- | -------------------------------------------------------- | -------------------------------------------------------- | -------------------------------------------------------- | -------------------------------------------------------- | -------------------------------------------------------- | -------------------------------------------------------- | -------------------------------------------------------- | -------------------------------------------------------- | -------------------------------------------------------- | -------------------------------------------------------- | -------------------------------------------------------- | -------------------------------------------------------- | -------------------------------------------------------- |
| 历史最高温 °C（°F）                                      | 28.4 (83.1)                                              | 29 (84)                                                  | 31.9 (89.4)                                              | 33.6 (92.5)                                              | 35.8 (96.4)                                              | 37.3 (99.1)                                              | 38.8 (101.8)                                             | 38.5 (101.3)                                             | 37.4 (99.3)                                              | 35.8 (96.4)                                              | 32.8 (91.0)                                              | 30.5 (86.9)                                              | 38.8 (101.8)                                             |
| 平均高温 °C（°F）                                        | 18.8 (65.8)                                              | 19.3 (66.7)                                              | 21.6 (70.9)                                              | 25.4 (77.7)                                              | 28.8 (83.8)                                              | 31.3 (88.3)                                              | 33.3 (91.9)                                              | 33.1 (91.6)                                              | 30.9 (87.6)                                              | 27.1 (80.8)                                              | 24.4 (75.9)                                              | 20.6 (69.1)                                              | 26.2 (79.2)                                              |
| 日均气温 °C（°F）                                        | 15.4 (59.7)                                              | 15.7 (60.3)                                              | 17.7 (63.9)                                              | 21.4 (70.5)                                              | 24.7 (76.5)                                              | 27.3 (81.1)                                              | 29.0 (84.2)                                              | 28.7 (83.7)                                              | 26.9 (80.4)                                              | 23.6 (74.5)                                              | 21.0 (69.8)                                              | 17.3 (63.1)                                              | 22.4 (72.3)                                              |
| 平均低温 °C（°F）                                        | 12.7 (54.9)                                              | 13.0 (55.4)                                              | 14.7 (58.5)                                              | 18.3 (64.9)                                              | 21.6 (70.9)                                              | 24.2 (75.6)                                              | 25.7 (78.3)                                              | 25.5 (77.9)                                              | 23.8 (74.8)                                              | 20.9 (69.6)                                              | 18.3 (64.9)                                              | 14.6 (58.3)                                              | 19.4 (66.9)                                              |
| 历史最低温 °C（°F）                                      | 2.3 (36.1)                                               | 3.2 (37.8)                                               | 3.1 (37.6)                                               | 6.7 (44.1)                                               | 13.4 (56.1)                                              | 15.4 (59.7)                                              | 20.4 (68.7)                                              | 19.6 (67.3)                                              | 15.5 (59.9)                                              | 10.6 (51.1)                                              | 7.6 (45.7)                                               | 4.2 (39.6)                                               | 2.3 (36.1)                                               |
| 平均降雨量 mm（）                                        | 105.9 (4.17)                                             | 148 (5.8)                                                | 153.4 (6.04)                                             | 157.6 (6.20)                                             | 239.8 (9.44)                                             | 257.4 (10.13)                                            | 119.8 (4.72)                                             | 218.3 (8.59)                                             | 290.1 (11.42)                                            | 165.8 (6.53)                                             | 104.2 (4.10)                                             | 112.4 (4.43)                                             | 2,072.7 (81.57)                                          |
| 平均降雨天数（≥ 0.1 mm）                                 | 13.9                                                     | 13.8                                                     | 15.2                                                     | 13.6                                                     | 12.6                                                     | 12.2                                                     | 8.3                                                      | 10.9                                                     | 11.8                                                     | 12.3                                                     | 12.4                                                     | 12.5                                                     | 149.5                                                    |
| 平均相對濕度（％）                                       | 80.8                                                     | 82.4                                                     | 81                                                       | 79.9                                                     | 79.2                                                     | 79.9                                                     | 75                                                       | 76                                                       | 76.1                                                     | 77.8                                                     | 78.5                                                     | 79                                                       | 78.8                                                     |
| 月均日照時數                                             | 83.1                                                     | 80.4                                                     | 92.7                                                     | 105.9                                                    | 135.6                                                    | 155.9                                                    | 226.9                                                    | 208.6                                                    | 171.7                                                    | 127.5                                                    | 101.9                                                    | 84.1                                                     | 1,574.3                                                  |
| 来源：中央氣象局                                         |                                                          |                                                          |                                                          |                                                          |                                                          |                                                          |                                                          |                                                          |                                                          |                                                          |                                                          |                                                          |                                                          |

### 人口
根據新北市政府民政局統計，2024年底淡水區戶數約9.7萬戶，人口約20.1萬人。由於區內擁有數所大專院校，且隨著淡海新市鎮興建大量住宅，淡海輕軌的通車促進交通，大型商場的進駐提高生活便利，平日夜間吸引大量人口流入，在2020年人口普查中，淡水區的平日夜間人口計有213,430人，較戶籍人口多出30,450人，即多出約16.64%。區內人口最多與最少的里分別是位於淡海新市鎮內的崁頂里與陸地面積較小的新生里，2024年底兩里人口分別為30,427人與412人，其中崁頂里也是新北市人口第三大里。

## 政治

### 歷屆首長及其任期
淡水鎮鎮長
| 屆次 | 姓名   | 上任日期       | 卸任日期       | 備註             |
| ---- | ------ | -------------- | -------------- | ---------------- |
| 1    | 杜麗水 | 1946年1月      | 1946年11月26日 | 縣政府派任       |
| 1    | 杜麗水 | 1946年11月26日 | 1948年5月31日  | 鎮民代表間接選舉 |
| 2    | 李永熏 | 1948年6月1日   | 1948年12月31日 | 鎮民代表間接選舉 |
| 3    | 李永熏 | 1949年1月11日  | 1949年6月30日  | 鎮民代表間接選舉 |
| 4    | 杜家齊 | 1949年7月1日   | 1951年2月28日  | 鎮民代表間接選舉 |
| 5    | 李木榮 | 1951年3月1日   | 1951年6月31日  | 同上，代理鎮長   |
| 1    | 王慶賢 | 1951年7月1日   | 1953年7月30日  | 鎮民直接選舉     |
| 2    | 鄭永富 | 1953年8月1日   | 1956年8月15日  | 鎮民直接選舉     |
| 3    | 鄭永富 | 1956年8月16日  | 1960年1月15日  | 鎮民直接選舉     |
| 4    | 陳根旺 | 1960年1月16日  | 1964年1月10日  | 鎮民直接選舉     |
| 4    | 盛衡槴 | 1964年1月10日  | 1964年2月29日  | 縣政府派代理鎮長 |
| 5    | 鄭永富 | 1964年3月1日   | 1968年2月29日  | 鎮民直接選舉     |
| 6    | 鄭永富 | 1968年3月1日   | 1973年3月31日  | 鎮民直接選舉     |
| 7    | 陳根旺 | 1973年3月1日   | 1977年12月30日 | 鎮民直接選舉     |
| 8    | 陳根旺 | 1977年12月31日 | 1982年2月28日  | 鎮民直接選舉     |
| 9    | 李文德 | 1982年3月1日   | 1986年2月28日  | 鎮民直接選舉     |
| 10   | 李文德 | 1986年3月1日   | 1990年2月28日  | 鎮民直接選舉     |
| 11   | 陳俊哲 | 1990年3月1日   | 1994年2月28日  | 鎮民直接選舉     |
| 12   | 陳俊哲 | 1994年3月1日   | 1996年7月27日  | 鎮民直接選舉     |
| 12   | 盧慶忠 | 1996年7月27日  | 1998年2月28日  | 縣政府派代理鎮長 |
| 13   | 郭哲道 | 1998年3月1日   | 2002年2月28日  | 鎮民直接選舉     |
| 14   | 郭哲道 | 2002年3月1日   | 2006年2月28日  | 鎮民直接選舉     |
| 15   | 蔡葉偉 | 2006年3月1日   | 2010年12月24日 | 鎮民直接選舉     |

淡水區區長
| 屆次 | 姓名   | 上任日期       | 卸任日期       | 備註       |
| ---- | ------ | -------------- | -------------- | ---------- |
| 1    | 蔡葉偉 | 2010年12月25日 | 2014年12月24日 | 市政府派任 |
| 2    | 巫宗仁 | 2014年12月25日 | 2024年7月16日  | 市政府派任 |
| 3    | 陳炳仲 | 2024年7月16日  | 2025年8月15日  | 市政府派任 |
| 4    | 陳怡君 | 2025年8月15日  | 現任           | 市政府派任 |

### 區政組織
淡水區公所是新北市政府在淡水區的派出機關，在中華民國政府架構中為市政府綜理區政的執行機關，上級業務監督機關為新北市政府。区长由市長任命，其任期為無任期保障。在區長及主任秘書之下，設有5課4室等9個內部單位。

### 行政區
現今淡水區行政範圍的確立，來自於1920年10月1日，日本將臺灣十二廳改為五州二廳，設淡水街屬臺北州淡水郡:23。淡水街轄竿蓁林、庄子內、淡水、油車口、沙崙子、大庄埔、水碓子、北投子、林子、下圭柔山、頂圭柔山、蕃薯寮、草埔尾、興化店、灰磘子、大屯、草埔尾、水梘頭、樹林口、興福寮、中田寮、三空泉、小坪頂、小八里坌子等24個大字。1946年1月，改為「淡水鎮」，屬臺北縣淡水區:36－37。1950年9月，裁撤區署，淡水鎮改直隸於臺北縣:37。2010年，臺北縣改制為直轄市，淡水鎮改制為市轄區「淡水區」，隸屬新北市。
淡水區共轄42個里，如以下所列。依傳統聚落發展與行政區劃演變，可分為淡水、竹圍、興仁、水源等次分區 。
- 沙崙里、大里、油車里、文化里、新生里、民安里、永吉里、協元里、清文里、草東里、長庚里、幸福里、中興里、鄧公里、學府里、新民里、新春里、新義里、新興里、水碓里、正德里、北新里。
- 竿蓁里、八勢里、民生里、竹圍里、民權里、福德里。

- 崁頂里、埤島里、義山里、忠山里、興仁里、賢孝里、蕃薯里、屯山里、中和里。

- 北投里、樹興里、坪頂里、忠寮里、水源里。

### 區域立法委員
- 新北市第一選舉區：洪孟楷

### 新北市議員
- 第4屆新北市議員名單：第一選區（淡水區、石門區、三芝區、八里區）：陳偉、陳家琪、鄭宇恩、蔡錦賢

### 司法
- 最高法院之管轄區域。
- 最高行政法院之管轄區域。
- 臺北高等行政法院之管轄區域。
- 臺灣高等法院之管轄區域。
- 智慧財產及商業法院之管轄區域。
- 臺灣士林地方法院之管轄區域。

## 文化

### 民俗
- 淡水三芝九輪祀保生大帝：

地方俗稱「八大道公」，後發展到九庄，係指淡水街庄、中田寮庄、水梘頭庄、北新庄、草埔尾庄、土地公埔庄、埔頭庄、灰磘子庄、林子街庄等，各庄頭每年輪值供奉制度。
原保生大帝神尊香爐，安奉於淡水福佑宮茅屋內，1782年，因福祐宮重修，乃迎至北投子水源地。1796年，李臣春迎請至中田寮（今忠寮里）演戲埔奉祀。1802年神尊粧塑金身。1855年，李媽諒倡議規劃下，開始八庄輪值供奉制度。
於2010年新北市政府指定/登錄為「無形文化資產」
- 淡水清水巖清水祖師遶境：

日治時期曾經傳出瘟疫，因淡水地區的鄉民最崇信淡水清水巖清水祖師，清水祖師得道日是5月6日，故迎請清水祖師在每年舊曆5月5日傍晚開始舉行「暗訪」，5月6日中午開始展開日間遶境，巡遊全區，希望能夠驅逐瘴癘、瘟神，庇佑平安，俗稱「淡水大拜拜」。
於2013年，新北市政府指定/登錄為「無形文化資產」。

### 著名廟宇

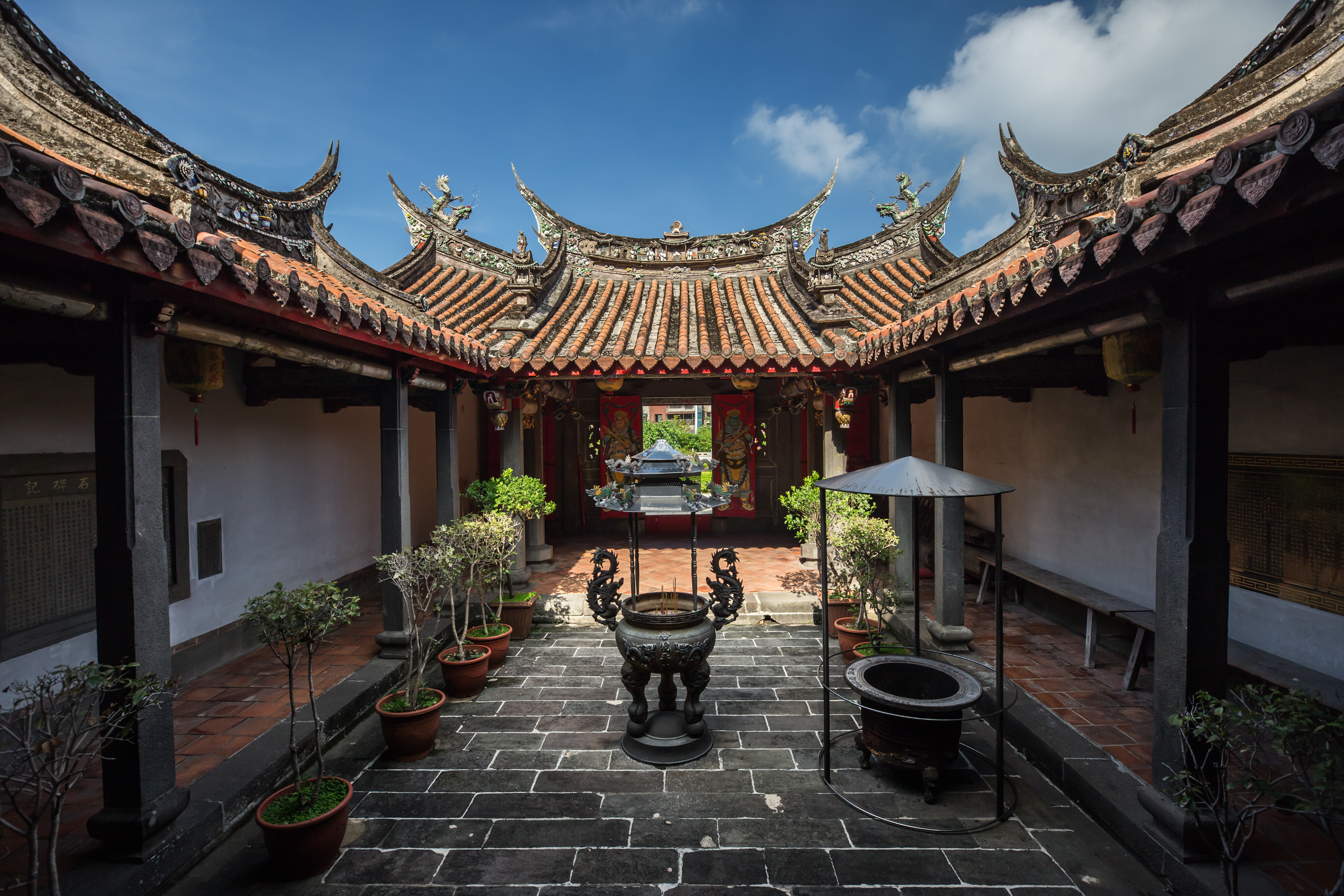
淡水鄞山寺

- 淡水福佑宮、鄞山寺、淡水龍山寺與淡水清水巖，合稱為淡水4大廟。
- 淡水福佑宮（1796）：

位於永吉里，主祀天上聖母媽祖。
- 鄞山寺（1824）：

位於鄧公里，主祀定光古佛。例祭每年農曆元月6日為定光佛得道日及7月21日普渡。
- 油車口忠義宮（1853）：

位於油車里，主祀蘇府王爺。例祭每年農曆9月9日為王爺祭典，也為淡水最大的王爺廟。
- 淡水龍山寺（重建1858）：

位於清文里，主祀觀世音菩薩。
- 淡水行忠堂（1900）：

位於忠山里，主祀五恩主－關聖帝君、純陽祖師、司命真君、岳武穆王、隆恩真君等。原處為李宗範興辦的鸞堂(私塾)。1951年，廟方李永鑣先生，將遭拆除之淡水神社的遺構運回，作為新闢公園的造景設施。
- 淡水清水巖（1937）：

位於清文里，主祀清水祖師。例祭每年農曆5月5、6日為「清水祖師得道紀念日繞境慶典」。
- 淡水太子廟（1963）：

位於崁頂里的，主祀中壇元帥。
- 淡水無極天元宮（1972）：

位於水源里，主祀玉皇上帝。例祭農曆3月15日為春季御大典；農曆6月15日為夏季御大典；農曆9月15日為秋季御大典；農曆11月15日為冬季御大典。堪稱北淡水賞櫻勝地。每年春季指南客運與中興巴士合作舉辦賞櫻公車路線。
- 淡水義山集應廟（1973）：

位於義山里，主祀保儀大夫(張巡)、保儀尊王(許遠)及申國夫人。例祭為每年農曆2月1～5日，祈安禮斗法會及農曆11月20日的入廟紀念日。
- 大庄萬善堂（重建1983）：

位於大里，祭祀中法戰爭淡水戰役陣亡的清軍烈士。
- 淡水晉德宮（重建1983）：

位於長庚里，主祀黃府三將軍(助順將軍)。例祭每年農曆10月30日為助順將軍爺聖誕千秋祭典。
- 北投里福德宮（1991）：

位於北投里，主祀土地公。

### 古蹟

#### 國定古蹟

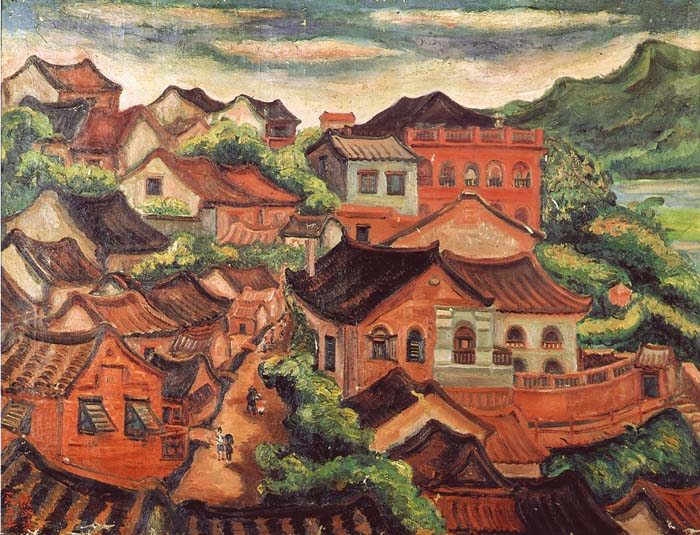
淡水/ 陳澄波/ 1935/ 畫布/油彩/ 91 x 116.5 cm/ 國立臺灣美術館典藏

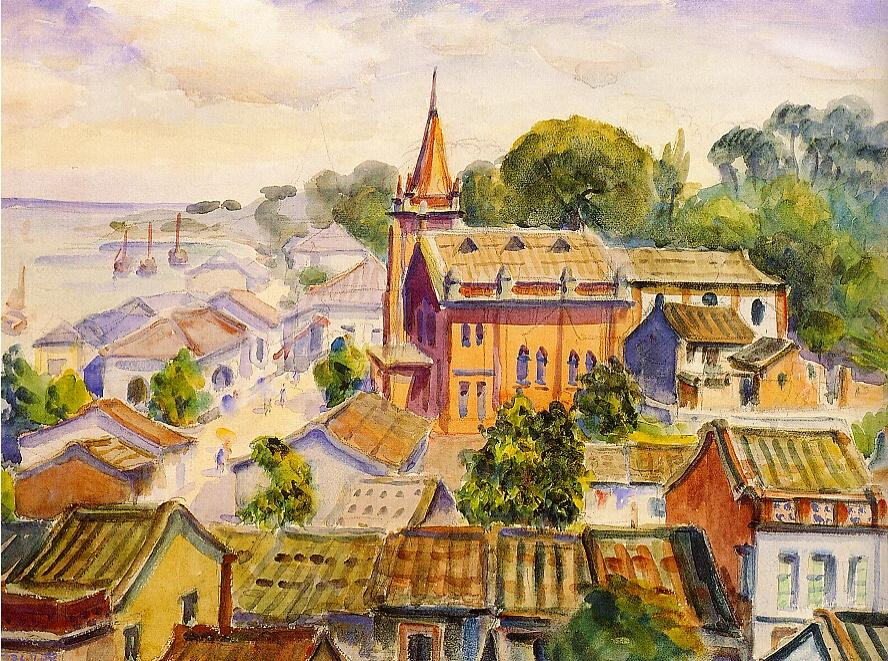
淡水教堂/ 倪蔣懷/ 1936/ 紙/水彩/ 49.5×66cm/ 臺北市立美術館收藏

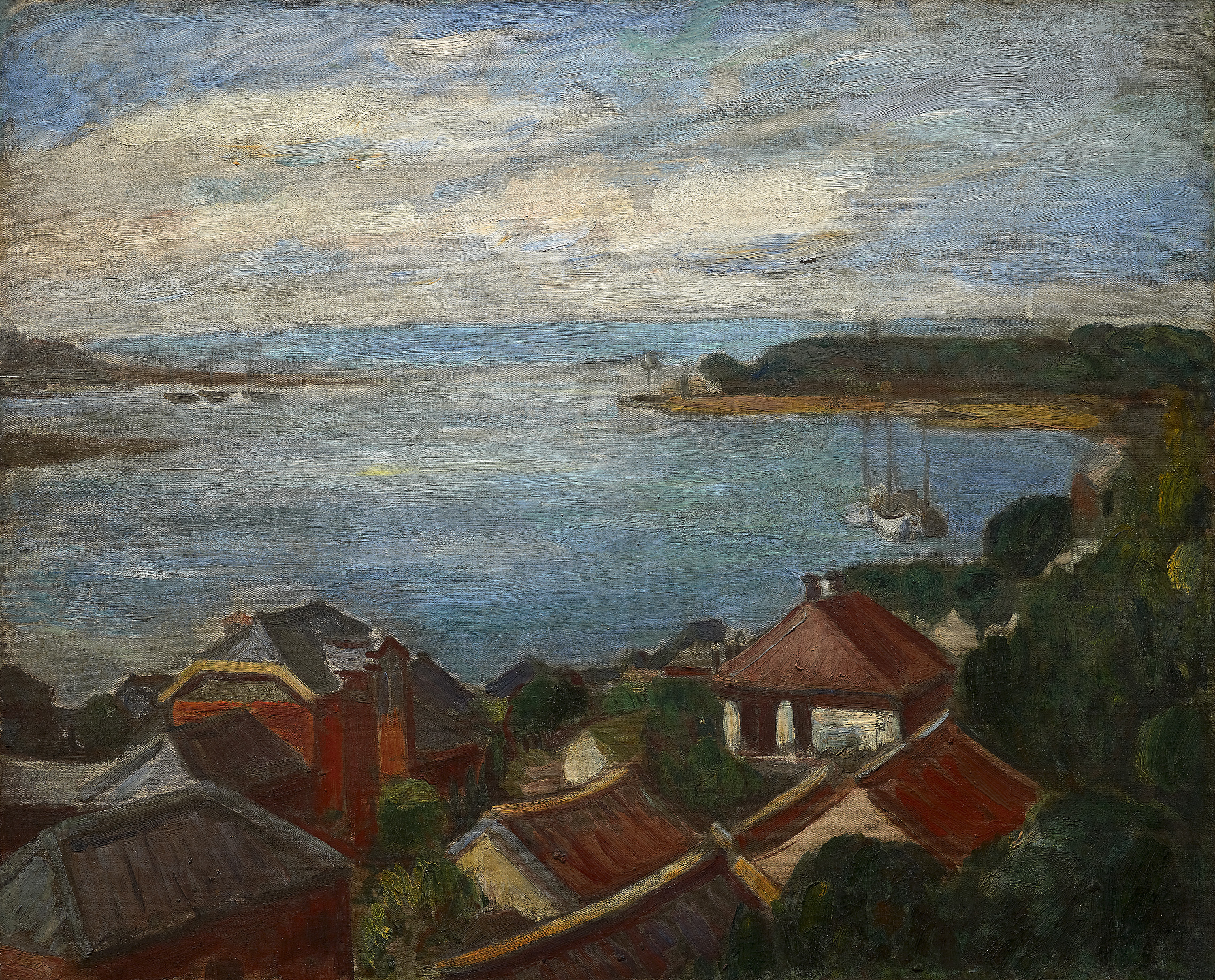
李梅樹所繪製淡水港，李梅樹紀念館收藏

- 淡水紅毛城（1646）。
- 鄞山寺（1824）。
- 理學堂大書院（1882）。
- 滬尾礮臺（1888）。

#### 直轄市定古蹟
- 淡水福佑宮（1796）。
- 淡水崎仔頂施家古厝（1824）。
- 淡水外僑墓園（1867）。
- 淡水龍山寺（重建1858）。
- 淡水公司田溪橋遺跡（1862）。
- 淡水海關碼頭（1862）。
- 前清淡水關稅務司官邸（1870）。
- 滬尾偕醫館（1879）。
- 淡水忠寮李舉人宅（1879）。
- 滬尾湖南勇古墓（1881）。
- 原英商嘉士洋行倉庫（1897）。
- 滬尾水道（1899）。
- 馬偕墓（1901）。
- 關渡媽祖石（1913）。
- 滬尾小學校禮堂（1923）。
- 淡水日商中野宅（1920）。
- 重建街14號街屋（1930）。
- 重建街16號街屋（1930）。
- 淡水禮拜堂（1933）。
- 淡水街長多田榮吉故居（1933）。
- 淡水臺銀日式宿舍（1935）[28]。
- 淡水氣候觀測所（1937）。
- 淡水水上機場（1937）。
- 于右任墓（1965）。

#### 歷史建築
- 淡水楓樹湖庄禁碑（1832）[29]
- 清法戰爭滬尾古戰場城岸遺址
- 公司田溪程氏古厝
- 淡水木下靜涯舊居
- 淡水日本警官宿舍（1914）
- 淡水中正段日式宿舍群（1921）
- 基隆港務局淡水宿舍（1966）
- 淡水渡船頭燈杆[30]

### 廣播電台
- 財團法人中央廣播電台淡水分台：

財團法人中央廣播電台（臺灣之音）在本區沒有分台，短波發射功率分别是100、250、300千瓦，主要面向中國大陸轉播中央廣播電台，此外還代播中国之音广播电台、Suab Xaa Moo Zoo電台。
- 淡江之聲：

隸屬於淡江大學文學院，是本區唯一的學校實習電台，頻道為FM88.7。
- 淡水河廣播電台：

誕生於1999年，是北台灣首家小功率電台。以台語廣播服務放送好聽歌曲、生活資訊、健康保健的廣播電台，頻道為FM89.7。

### 歌曲
- 流浪到淡水：1997年5月發行的專輯，是由陳明章作詞、作曲，China Blue編曲，金門王與李炳輝演唱的台語歌曲，曾紅遍全台大街小巷並膾炙人口的歌曲。

## 教育

### 大專院校
公私立合計共5所（不含興建中）
- 私立淡江大學淡水校本部（1950）
- 私立真理大學淡水校本部（1965）
- 私立台北海洋科技大學淡水校區（1966）
- 私立聖約翰科技大學（1967）
- 私立亞東科技大學淡海校區（興建中）
- 私立致理科技大學淡水校區（規劃中）
- 臺北基督學院 (2012年5月獲中華民國教育部核准按《宗教研修學院設立辦法》立案，為臺灣第一所立案的基督教博雅教育學院。)

### 高級中等學校
公私立合計共3所
- 新北市私立淡江高級中學（1914）：亞洲流行音樂天王周杰倫為知名校友。
- 新北市立淡水高級商工職業學校（1985）
- 新北市立竹圍高級中學（2011）
- 新北市原聲國際學院實驗教育機構高中部（2018）

### 國民中學
公私立合計共4所
- 新北市私立淡江高級中學附設國中部（1914）
- 新北市立淡水國民中學（1946）
- 新北市立正德國民中學（1993）
- 新北市立竹圍高級中學附設國中部（1996）

### 國民小學
公私立合計共16所
- 新北市淡水區淡水國民小學（1896）
- 新北市淡水區興仁國民小學（1916）
- 新北市淡水區水源國民小學（1918）
- 新北市淡水區文化國民小學（1924）
- 新北市淡水區坪頂國民小學（1926）
- 新北市立忠山實驗小學（1957）
- 新北市淡水區天生國民小學（1960）
- 新北市淡水區屯山國民小學（1952）
- 新北市淡水區中泰國民小學（1952）
- 新北市淡水區竹圍國民小學（1952）
- 新北市淡水區育英國民小學（1955）
- 新北市淡水區鄧公國民小學（1989）
- 新北市淡水區新興國民小學（1990）
- 新北市私立淡江高級中學附設純德小學（2008）
- 新北市淡水區新市國民小學（2008）
- 新北市淡水區淡海國民小學（2018）

### 學齡前教育
公私立合計共53所
- 新北市立淡水幼兒園（水碓本班、竹圍分班、福德分班）
- 新北市立淡水國民中學附設幼兒園
- 新北市私立淡江高級中學附設純德幼兒園
- 新北私立國花幼兒園

### 終身學習
- 淡水社區大學（2001）
- 美國基督教効力會基督書院（原關渡基督書院，2012年5月獲中華民國教育部核准按《宗教研修學院設立辦法》立案，並許可設立之私立大學下設之學院，當年起入學的學生，畢業可以拿到教育部認證的大學畢業文憑。）

## 交通

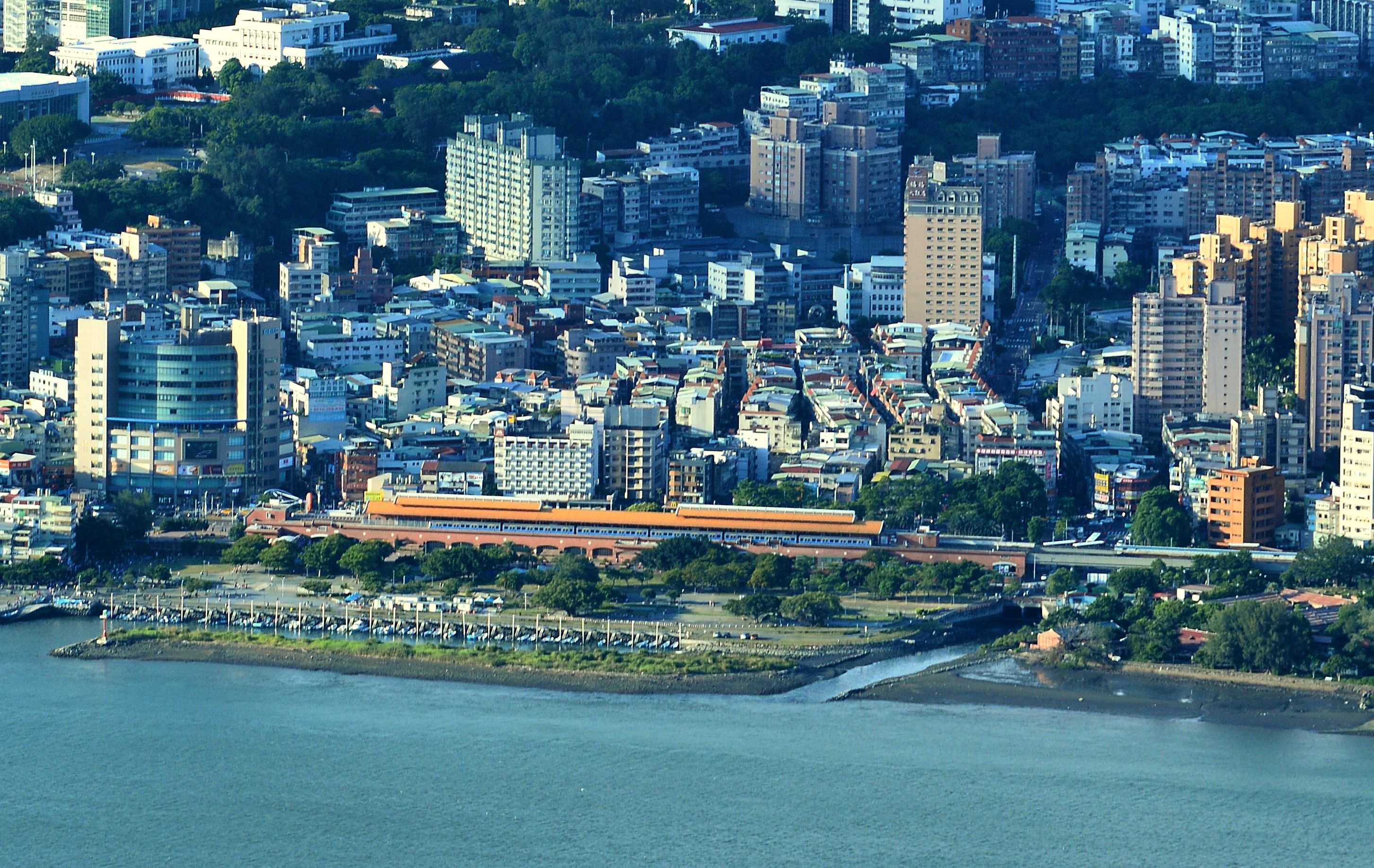
淡水河上方俯瞰淡水捷運站

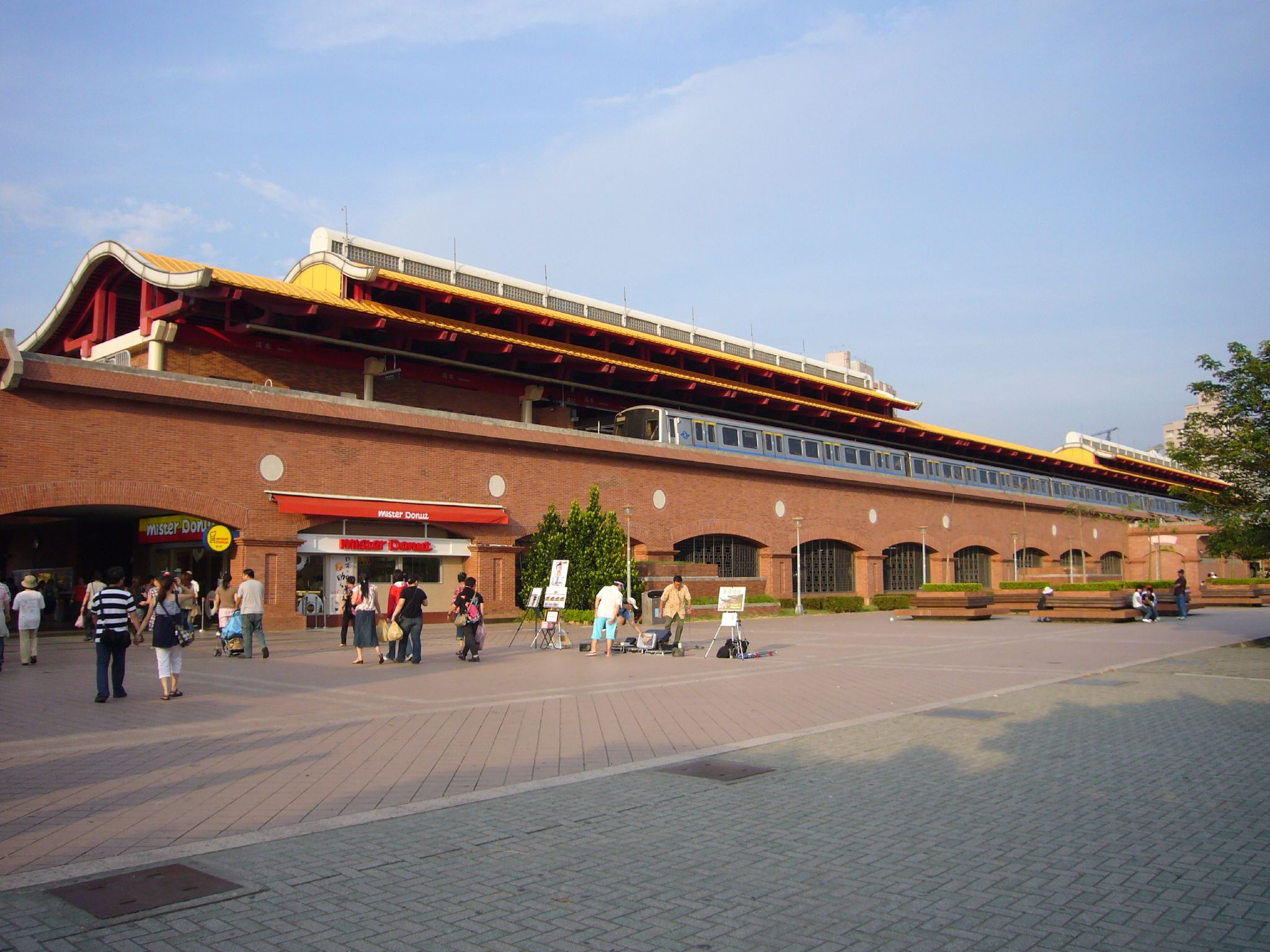
捷運淡水站

### 客運
- F101樹興坪頂線。
- F102忠山忠寮線。
- F103北投水源線。
- F105興仁屯山中和蕃薯忠山線。
- F106興仁義山賢孝屯山線。
- F109北投埤島線（海線）。

- 淡海新市鎮－台64線－板橋。
- 淡水－洲美快速道路、國道1號－南港車站。
- 淡水－洲美快速道路、國道1號－南港行政中心。

- 716皇冠北海岸線。

捷運淡水站－野柳地質公園

### 鐵道
- 淡水輕便鐵道（已廢止）
- 台鐵淡水線（已廢止）

### 捷運
台北捷運
- 淡水信義線：竹圍站 - 紅樹林站 - 淡水站

### 輕軌
新北捷運
- 淡海輕軌綠山線：紅樹林站 - 竿蓁林站 - 淡金鄧公站 - 淡江大學站 - 淡金北新站 - 新市一路站 - 淡水行政中心站 - 濱海義山站 - 濱海沙崙站 - 淡海新市鎮站 - 崁頂站
- 淡海輕軌藍海線第一期：淡水漁人碼頭站 - 沙崙站 - 台北海洋大學站
- 淡海輕軌藍海線第二期[32]（設計中）
- 淡海輕軌三芝線（辨理可行性研究）
- 八里輕軌（辨理可行性研究）

### 機場
淡水水上機場（已廢止）

### 新北市內河藍色公路
- 淡水渡船頭—八里渡船頭
- 淡水客船碼頭—淡水漁人碼頭
- 淡水漁人碼頭—八里左岸碼頭
- 淡水客船碼頭—八里左岸碼頭
- 淡水漁人碼頭—淡水客船碼頭
- 忠孝碼頭—淡水客船碼頭
- 大稻埕碼頭—淡水客船碼頭

### 公路
| |                                                                   |
| - 台2線：淡金公路 - 台2乙線：北淡公路 - 台15線：關渡大橋 - 市道101號 - 市道101甲線 - 北1線 - 北1-1線 | - 北2線 - 北3線 - 北4線 - 北5線 - 北6線 - 北8線 - 北10線 - 北12線 |

- 台61線：淡江大橋（興建中，預計2025年完工）
  - 0 淡水端（可接台2乙線、沙崙路、觀海路）
- 淡北道路[33]（興建中，預計2029年完工）
- 芝投快速道路（計劃中）

## 醫療

### 大型醫療院所
- 臺灣基督長老教會馬偕醫療財團法人
  - 淡水馬偕紀念醫院
- 公祥醫院（現已改為公祥診所）

## 政府機關

### 中華民國行政院
- 農業部獸醫研究所
- 農業部農田水利署北基管理處
- 財政部北區國稅局淡水稽徵所
- 海洋委員會海巡署艦隊分署

分署總部、下轄：第2海巡隊。
- 海洋委員會海巡署北部分署

下轄：第8岸巡隊淡水第2漁港安檢所。

### 新北市政府
- 新北市政府淡水區公所
- 新北市政府民政局淡水戶政事務所
- 新北市政府地政局淡水地政事務所
- 新北市政府衛生局淡水衛生所
- 新北市政府捷運工程局淡海工務所
- 新北市政府警察局淡水分局

交通分隊、下轄派出所：中山路、中正路、水碓、竹圍、水源、賢孝、興仁。
- 新北市政府警察局交通警察大隊

下轄：淡海捷運分隊。
- 新北市政府消防局第3救災救護大隊

淡水中隊、下轄分隊：淡水、竹圍、滬尾。
- 新北市淡水區農會

### 國(市)營事業
- 台灣自來水公司第一區管理處淡水營運所
- 台灣電力公司台北北區營業處淡水服務所
- 中華郵政公司三重郵局（責任中心局）

下轄郵局：淡水、淡江大學、水碓、竹圍、中興、崁頂、紅樹林（三重27~32、35支局）。
- 新北捷運公司

## 公共設施及旅遊休閒

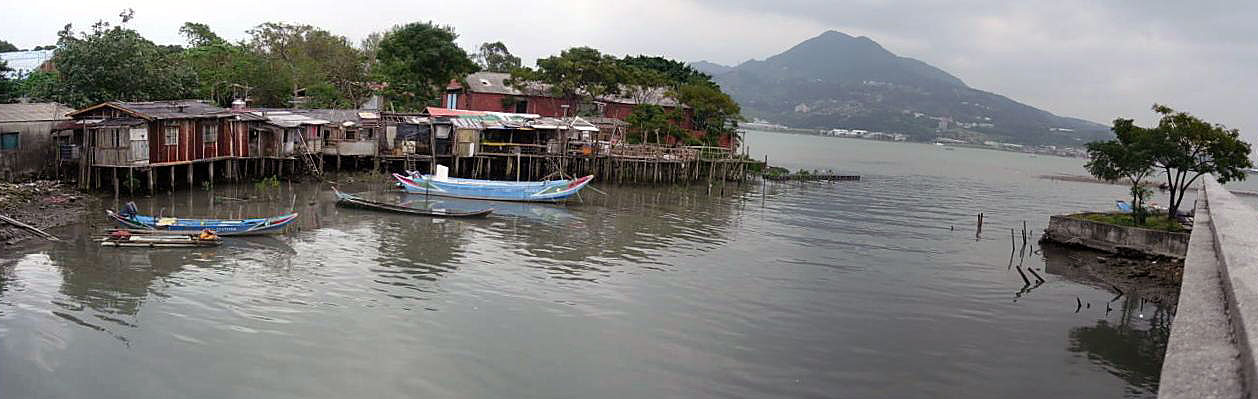
淡水英商嘉士洋行倉庫旁仍保留的一點港居人家景觀

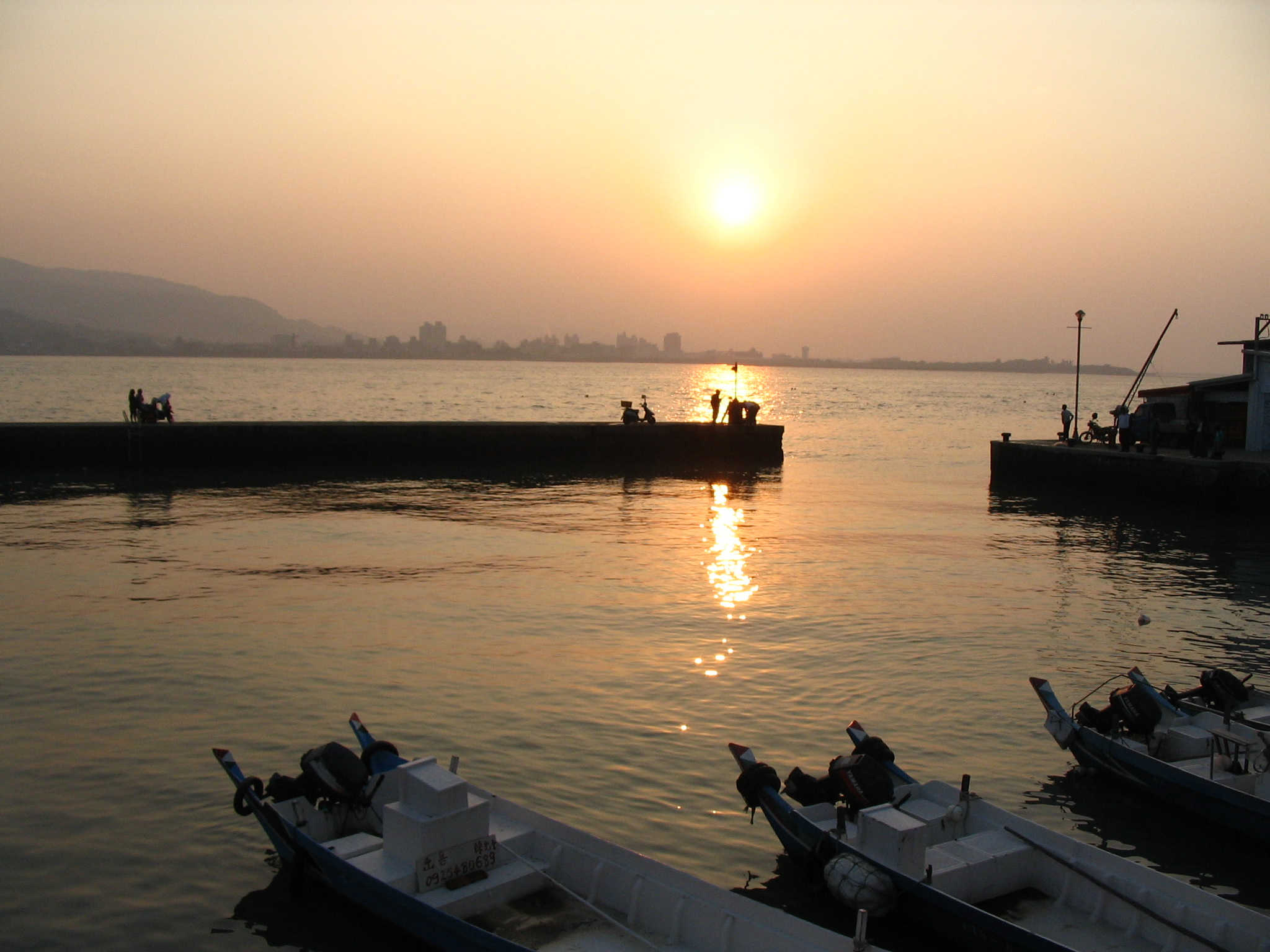
淡水夕照
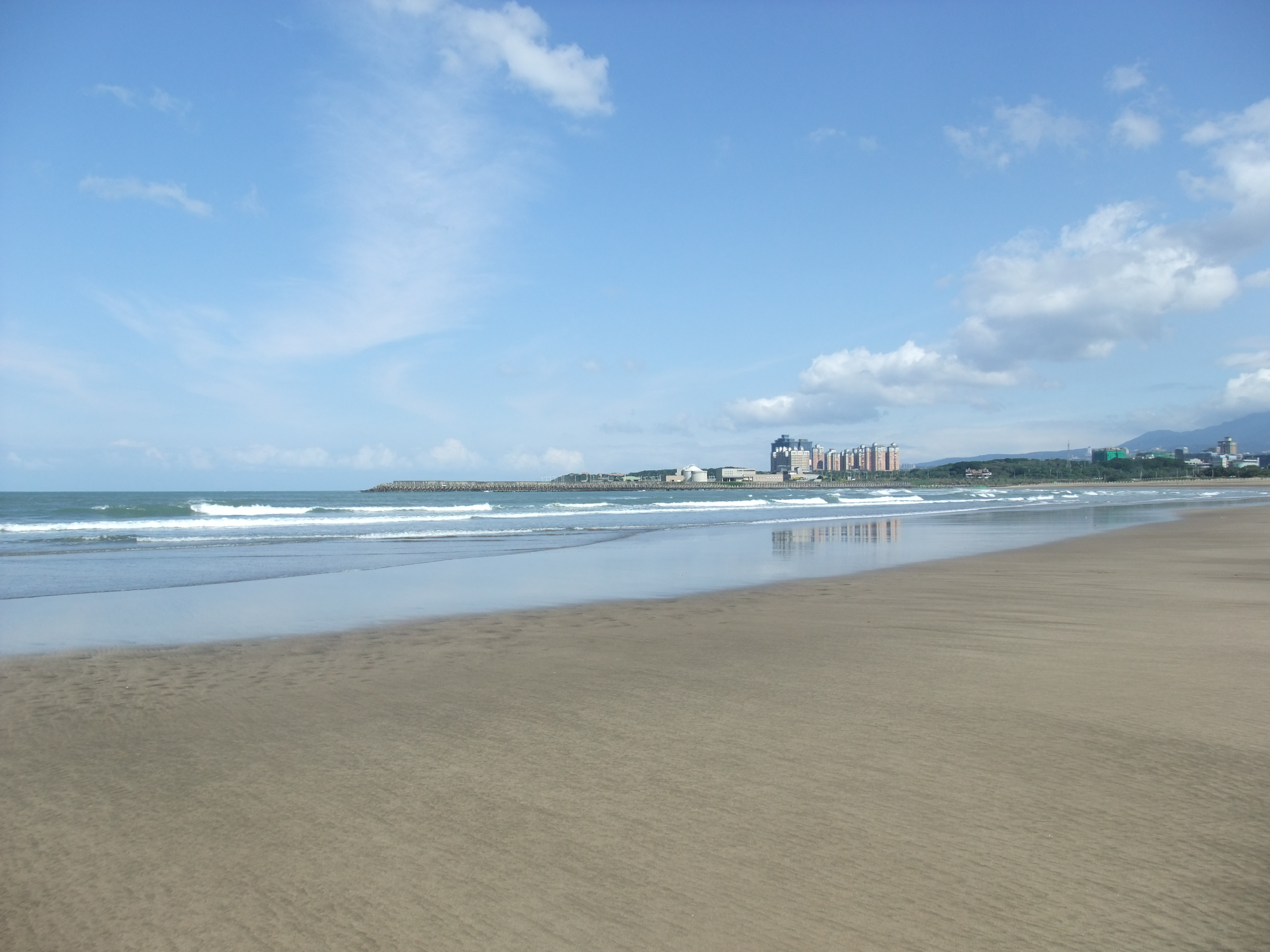
沙崙海水浴場
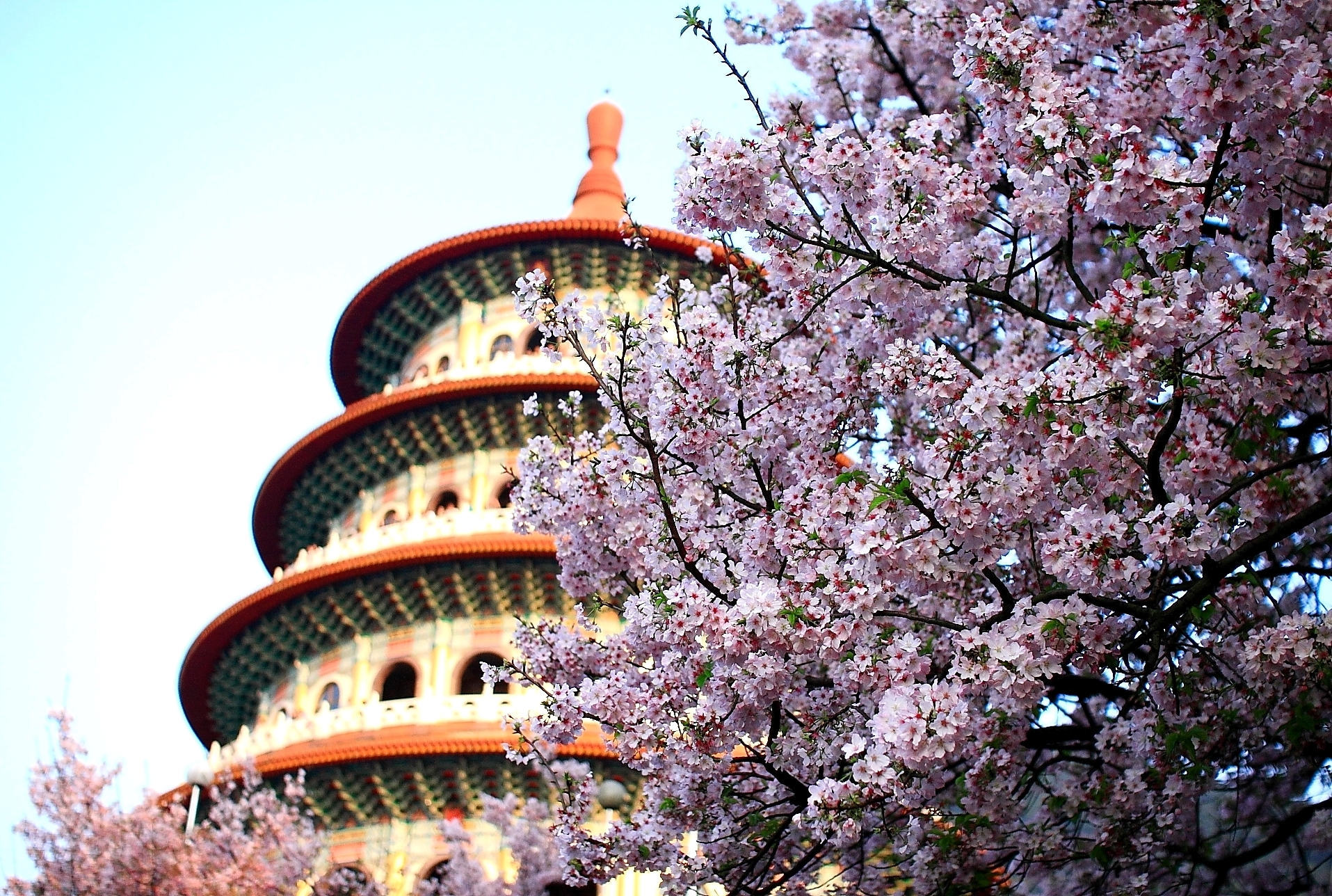
淡水天元宮
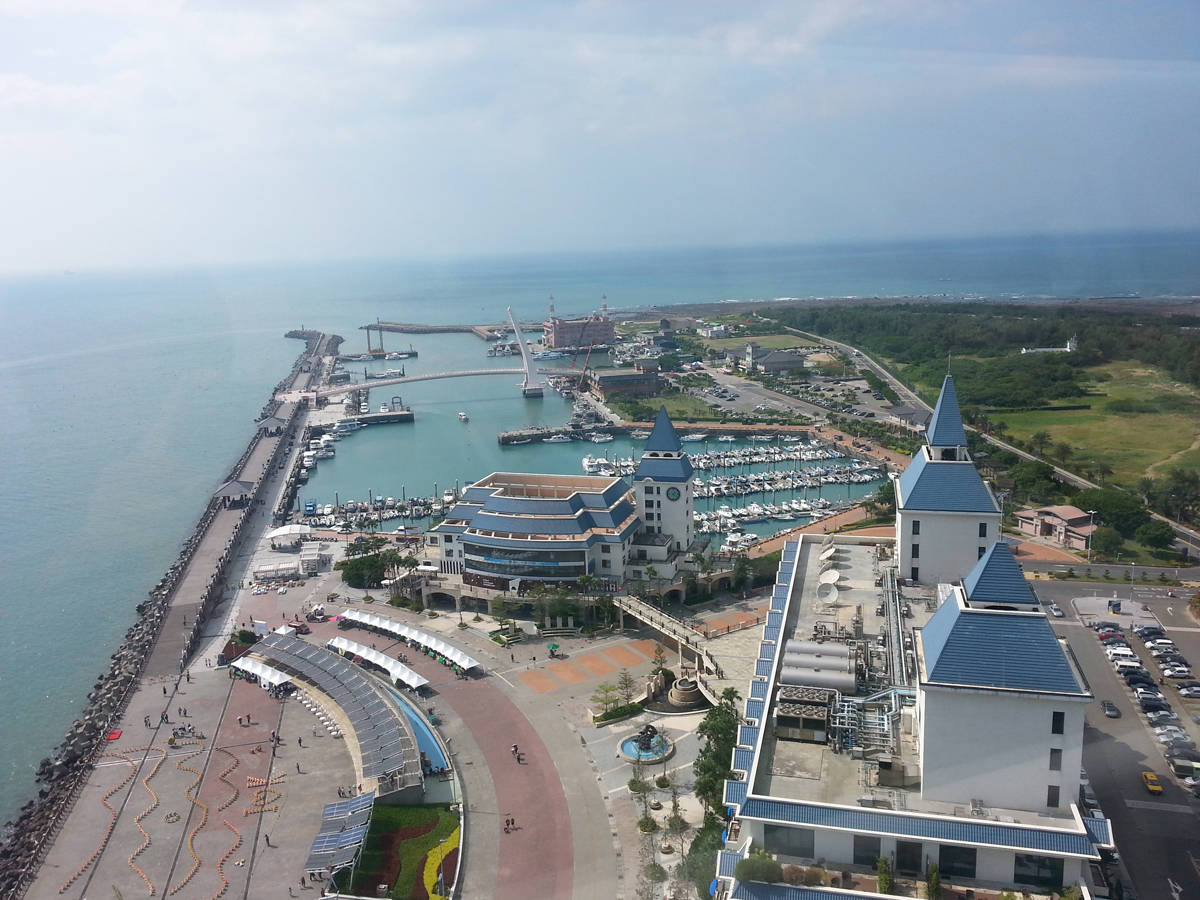
空中俯瞰整個淡水漁人碼頭
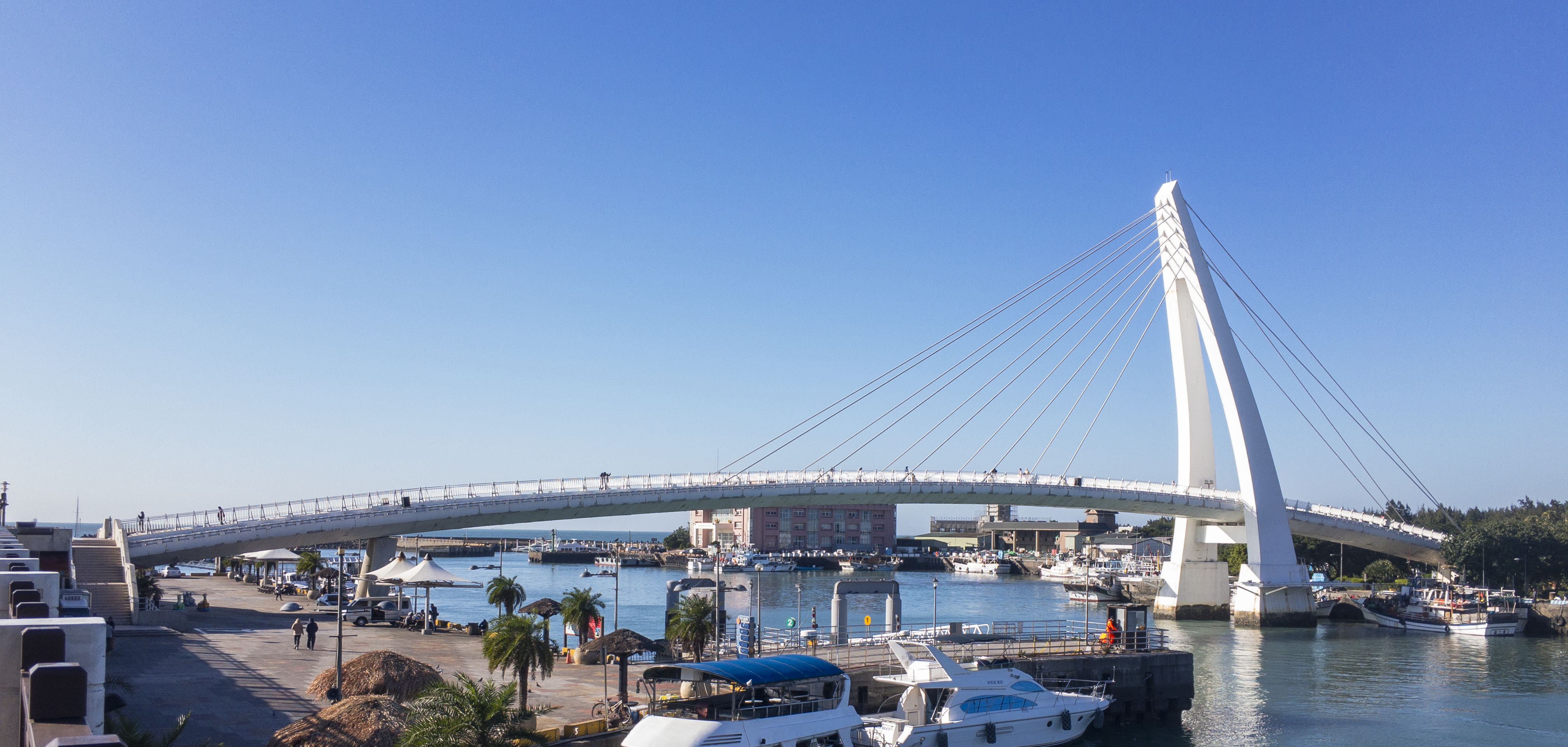
淡水情人橋日景
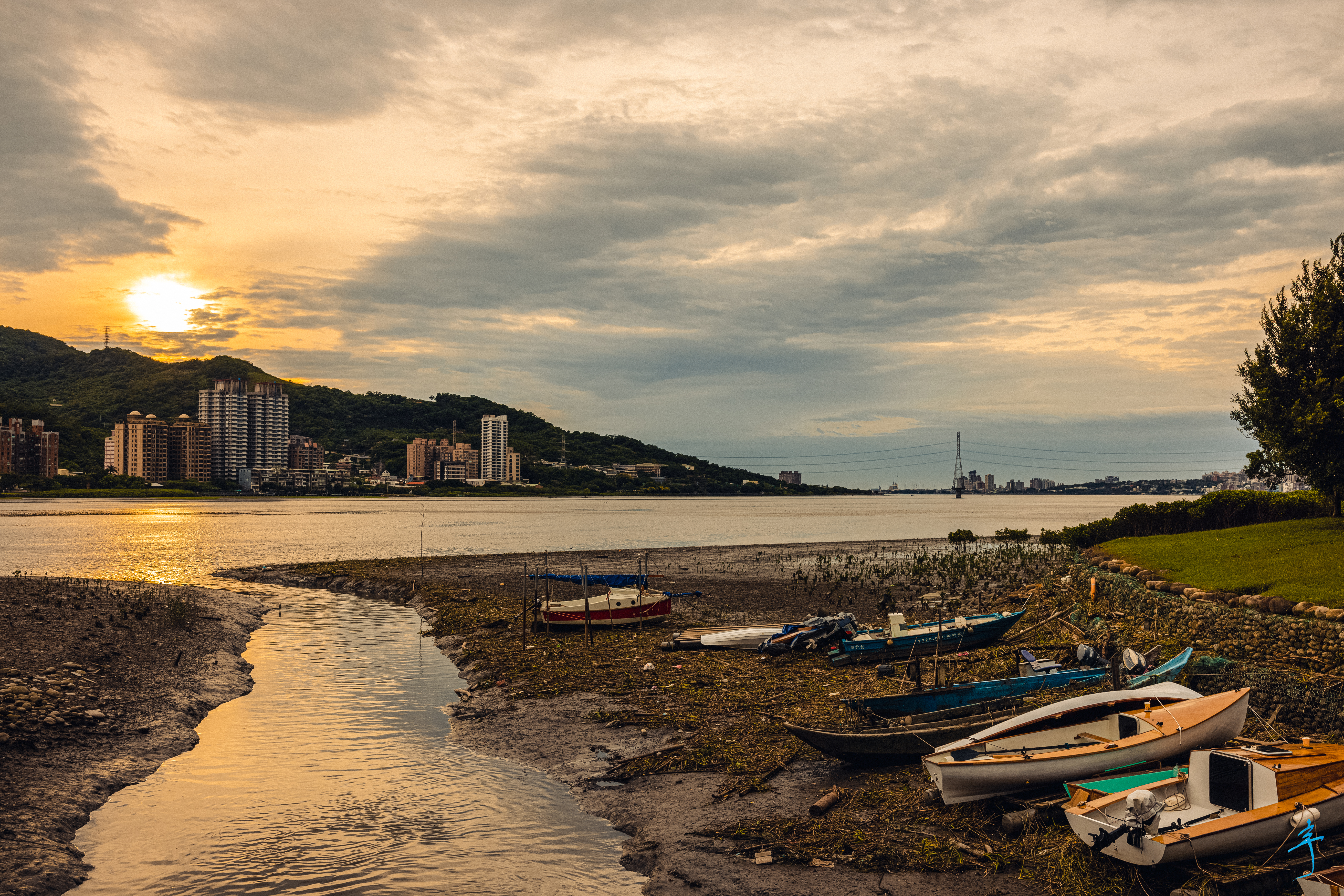
淡水河岸日落
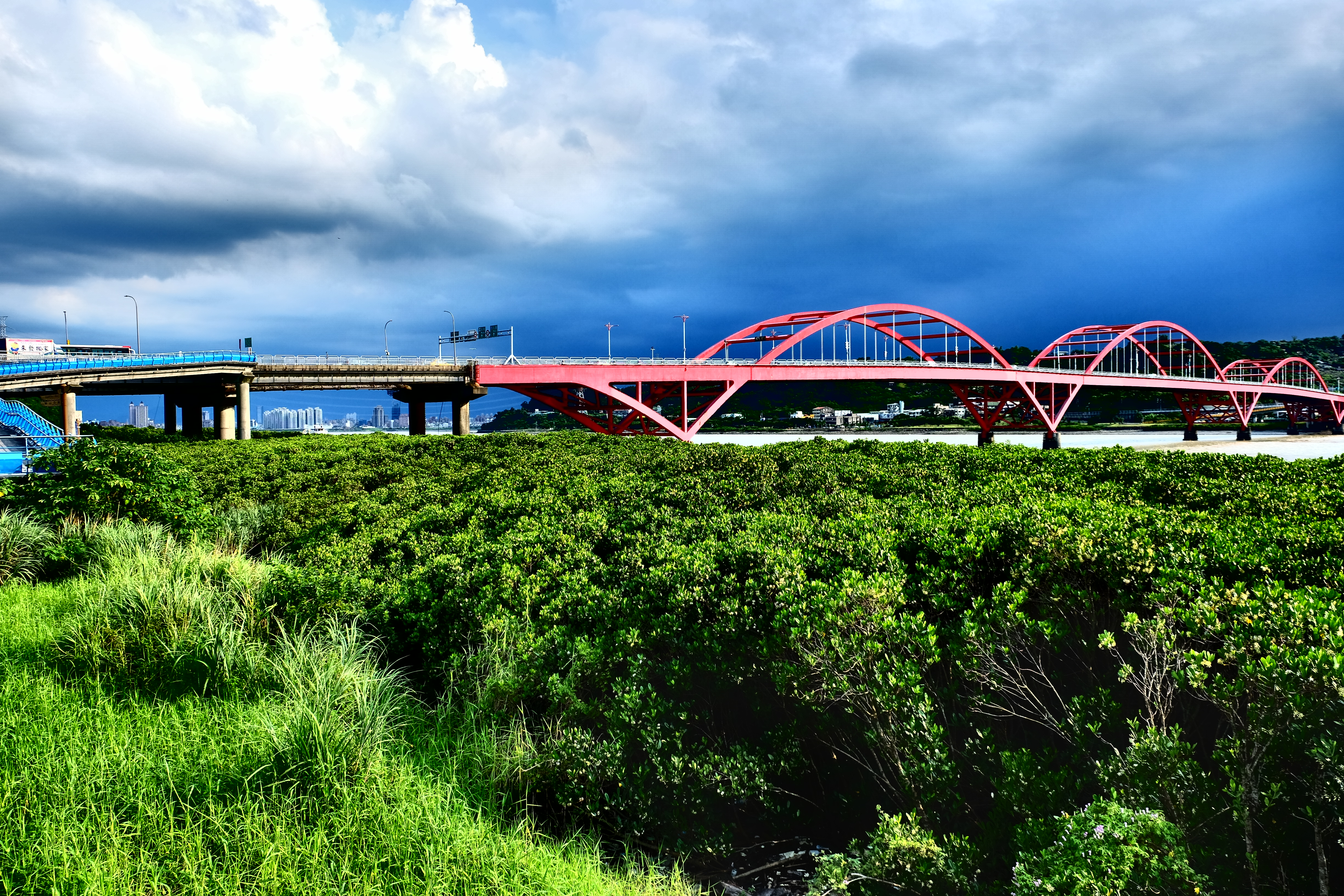
淡水紅樹林與關渡大橋
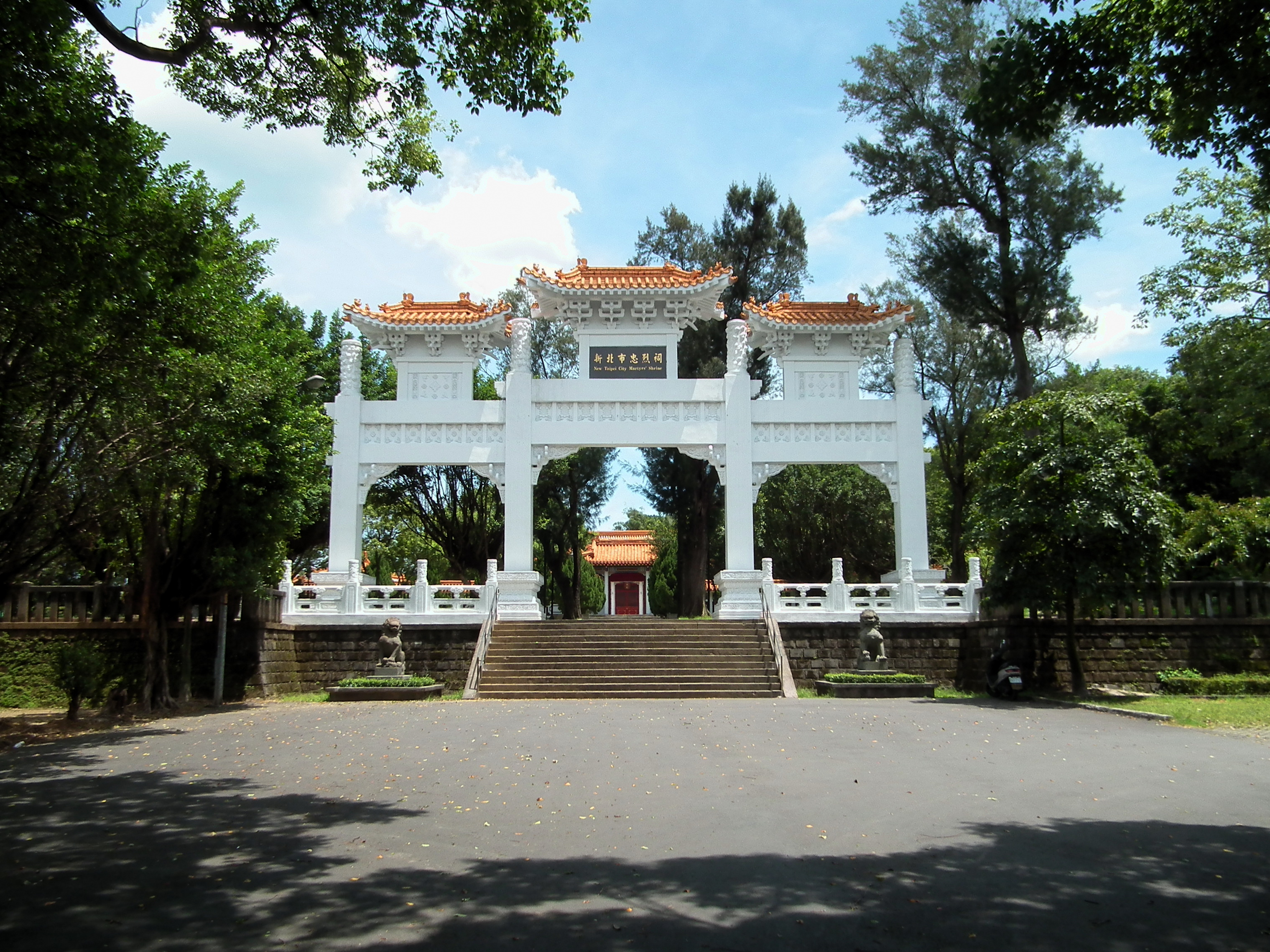
新北市忠烈祠
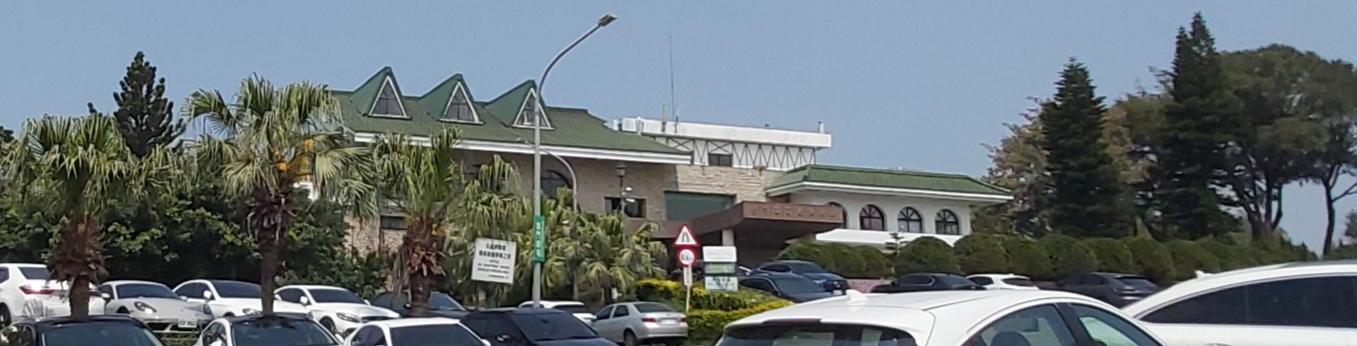
臺灣高爾夫俱樂部

### 觀光景點
- 淡水新八景
  - 埔頂攬勝
  - 大屯飛翠
  - 沙崙看海
  - 水岸畫影
  - 紅樹傍橋
  - 河口霞天
  - 觀音水月
  - 滬街訪古[34]

- 滬尾湖南勇古墓
- 紅樹林自然保留區
- 淡水老街（中正路、公明街、重建街）
- 理學堂大書院
- 馬偕墓
- 淡水外僑墓園
- 淡水禮拜堂
- 滬尾偕醫館
- 原英商嘉士洋行倉庫（淡水殼牌倉庫）
- 淡水紅樓
- 淡水河岸榕堤、忽忽與馬小三銅像
- 二號橋石頭公
- 緣道觀音廟
- 淡水無極天元宮（賞櫻）
- 淡水水資源回收中心（水管公園）
- 滬尾石滬
- 屯山荷花園 (每年六月為淡水屯山荷花盛開季節)

### 漁港及碼頭
- 淡水第一漁港
- 淡水第二漁港（淡水漁人碼頭）
- 六塊厝漁港
- 淡水渡船頭碼頭
- 淡水客船碼頭
- 淡水捷運公園水岸碼頭
- 竹圍碼頭

### 公園
- 和平公園

設施：
- 和平紀念碑
- 忠烈祠
- 一滴水紀念館

- 北投子溪櫻花林生態步道

### 圖書館
- 新北市立圖書館

分館：
- 淡水
- 水碓
- 竹圍
- 淡海小書房

- 淡江大學覺生紀念圖書館

### 書店
- 無論如河Gutta Books&Coffee：原「有河Book」
- 墊腳石圖書文化廣場-台北淡水店
- 益品書屋
- 新生活書局-淡水真理店
- 誠品生活時光-淡水英專店

### 博物館
- 新北市立淡水古蹟博物館

館舍：
- 紅毛城
- 前清淡水關稅務司官邸
- 滬尾礮臺
- 淡水海關碼頭
- 得忌利士洋行
- 淡水街長多田榮吉故居
- 滬尾小學校禮堂
- 淡水木下靜涯舊居
- 淡水日本警官宿舍
- 公司田溪程氏古厝

- 紅樹林生態展示館
- 淡江大學海事博物館
- 道生中國兵器博物館

### 演藝廳
- 新北市立圖書館淡水分館演藝廳
- 雲門劇場
- 淡水沙崙文創園區[35]（興建中，預計2026年完工）

### 美術館
- 新北市立圖書館淡水分館淡水藝文中心

### 自行車道
- 金色水岸自行車道

觀山公園-北海岸，全長17公里。

### 電影院
- 美麗新淡海影城（2024年12月30日停業）
- 淡水禮萊國賓影城

### 體育場館
- 新北市淡水國民運動中心
- 綠野馬術文創園區
- 台灣高爾夫俱樂部(老淡水高爾夫)
- 大屯高爾夫球場
- 揮皇高爾夫俱樂部(原新淡水球場)
- 國華高爾夫球場

### 海水浴場
- 沙崙海水浴場（現已廢棄）
- 洲子灣海水浴場（現已廢棄）

### 特產及小吃
- 阿給
- 魚丸
- 鐵蛋
- 魚酥
- 酸梅湯
- 土耳其冰淇淋

### 餐廳
- 淡水福來餐廳：1958年成立，擁有66年歷史的知名餐廳，2024年10月13日結束營業。
- 水灣餐廳 榕堤店
- LA VILLA DANSHUI
- 海豆子花園餐廳

### 購物
- 家樂福淡新店
- 新建成餅店
- 文化阿給

## 外部連結
- 淡水區公所 （页面存档备份，存于）
- 淡水區戶政事務所 （页面存档备份，存于）
- 淡水區衛生所 （页面存档备份，存于）